# NGC 536
NGC 536 est une vaste galaxie spirale barrée située dans la constellation d'Andromède. NGC 536 a été découverte par l'astronome germano-britannique William Herschel en 1784.

## Caractéristiques
La classe de luminosité de NGC 536 est II et elle présente une large raie HI. C'est aussi une galaxie active (AGN), dont le type d'activité n'est pas précisé.

### Distance
Sa vitesse par rapport au fond diffus cosmologique est de 4 910 ± 20 km/s, ce qui correspond à une distance de Hubble de 72,4 ± 5,1 Mpc (∼236 millions d'al).
À ce jour, 28 mesures non basées sur le décalage vers le rouge (redshift) donnent une distance de 60,296 ± 10,569 Mpc (∼197 millions d'al), ce qui est à l'intérieur des valeurs de la distance de Hubble. Notons cependant que c'est avec la valeur moyenne des mesures indépendantes, lorsqu'elles existent, que la base de données NASA/IPAC calcule le diamètre d'une galaxie et qu'en conséquence le diamètre de NGC 536 pourrait être d'environ 84,3 kpc (∼275 000 al) si on utilisait la distance de Hubble pour le calculer.

### Morphologie
NGC 536 a été utilisée par Gérard de Vaucouleurs comme une galaxie de type morphologique (R1')SAB(r)ab dans son atlas des galaxies,.

## Supernova
La supernova SN 1963N a été découverte dans NGC 536 le 27 juin 1963 par H. S. Gates dans le cadre du programme de recherche de supernova de l'observatoire Palomar. Le type de cette supernova n'a pas été déterminé.

## Groupe de NGC 507 et duHCG10

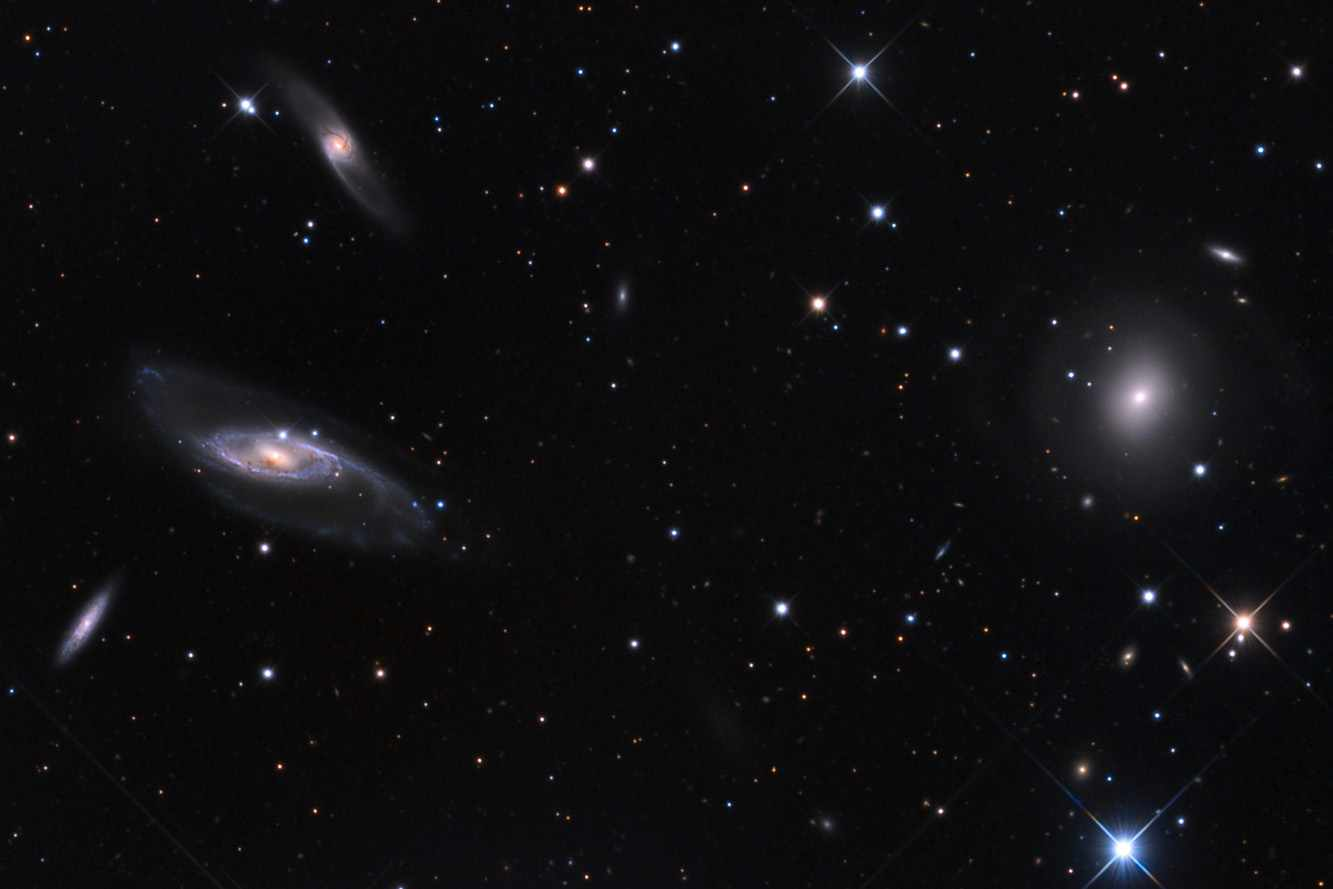
HCG 10 par Adam Block, observatoire du mont Lemmon.

En compagnie de NGC 529, NGC 531 et de NGC 542, NGC 536 fait partie du groupe compact de Hickson HCG 10. NGC 536 est aussi la plus grosse galaxie du groupe de NGC 507. Ce vaste groupe comprend au moins 42 galaxies dont 21 figurent au catalogue NGC et 5 au catalogue IC. Quatre membres de ce groupe sont aussi des galaxies de Markarian. La plus brillante de ces galaxies est NGC 507.